# سيدة القصر (فلم)
سيدة القصر فيلم مصري رومانسي من إنتاج عام 1958، بطولة فاتن حمامة وعمر الشريف، وإخراج كمال الشيخ.

## قصة الفيلم
سوسن فتاة يتيمة متوسطة الحال، تتعرف بعادل الشاب الثري بصالة مزدات فيعجب بها ويحاول التودد إليها وحينما يفشل يقرر الزواج منها. يتم الزواج ويسافر الزوجين لقضاء شهر العسل ولكن بعد عودتهم من السفر يرجع عادل لقضاء وقته في سهراته ونزواته مع رفقاء السوء الذين يفزعهم وجود سوسن لمحاولتها المستمرة في إبعادهم عن زوجها، فتكثر الخلافات بين الزوجين فيبعدها عادل بإرسالها لتقيم في العزبة. تعتني سوسن بالأرض المهملة ويساعدها صديق لعادل الذي يعلم استغلال أصدقاء عادل له. يحاول أصدقاء عادل اقناعه ببيع العزبة بالاتفاق مع مشتري على أن يأخذوا مبلغ كبير من المال في مقابل اقناع عادل، فتحاول سوسن اقناعه بعدم البيع، فينجحون في الإيقاع بينه وبين سوسن بإيهامه عن وجود علاقة بينها وبين صديقه، ولكنه يعرف الحقيقة عندما يعترف المشتري بالمؤامرة المدبرة بينه وبين أصدقاء عادل. فيعرف عادل الخطأ الذي وقع فيه فيترك أصدقائه ويعود لزوجته.

## فريق العمل
تمثيل
- فاتن حمامة : سوسن
- عمر الشريف : عادل
- زوزو ماضي : ملك هانم
- عمر الحريري : الدكتور مصطفى
- إستيفان روستي : شفيق
- فردوس محمد : خالة نوسة
- إلهام زكي : سمر
- شفيق نور الدين : شيخ عبد الستار
- إسكندر منسي
- توفيق صادق :النجار
- أحمد الأباصيري
- عبد المنعم سعودي : السفرجي

إخراج: كمال الشيخ 

تأليف: حسين حلمي المهندس

إنتاج: أفلام اتحاد السينمائيين - حسن رمزي

## وصلات خارجية
- مقالات تستعمل روابط فنية بلا صلة مع ويكي بيانات
- صفحة الفيلم في elcinema.com